# Чемпіонат світу з футболу 2026 (кваліфікаційний раунд, УЄФА)
Європейська частина кваліфікації чемпіонату світу ФІФА 2026 — відбірковий турнір до чемпіонату світу 2026 для збірних-членів УЄФА. З кваліфікації УЄФА до фінального турніру потрапить 16 команд.

## Формат
25 січня 2023 року Виконавчий комітет УЄФА під час зустрічі в Ньйоні (Швейцарія), переглянув формат кваліфікації. Оскільки кількість учасників від УЄФА зросла з 13 до 16, формат кваліфікації змінили. Відбірковий груповий етап складатиметься з дванадцяти груп по чотири-п’ять команд. Переможець кожної групи кваліфікується напряму на чемпіонат світу, тоді як команди, які посядуть другі місця, вийдуть до плей-оф разом із чотирма переможцями груп з найкращим рейтингом Ліги націй УЄФА 2024–2025 років, які фінішували за межами перших двох місць кваліфікаційних груп.
28 червня 2023 року Виконавчий комітет УЄФА офіційно рекомендував ФІФА формат кваліфікації, який пізніше був затверджений.
- Перший раунд (груповий етап): 12 груп по 4 чи 5 команд, переможці груп виходять до фінальної стадії чемпіонату світу.
- Другий раунд (плей-оф): 16 команд (12 команд, які посіли друге місце в групі, і 4 найкращі переможці груп Ліги націй на основі загального рейтингу Ліги націй, які посіли в груповому етапі кваліфікації місця нижче другого) будуть розділені на 4 шляхи плей-оф, які складаються з одноматчевих півфіналів (господар - сіяна команда) та фіналів (господар визначається жеребкуванням). Переможець кожного шляху проходить до чемпіонату світу.[3]

## Розклад
Нижче наведено розклад європейських відбіркових матчів до чемпіонату світу з футболу 2026. Команди груп з 5 збірних (G–L) зіграють свої перші матчі в березні 2025 року, а команди груп з 4 збірних (A–F) зіграють перші матчі у вересні 2025 року.
| Етап                         | Тур       | Тур       | Дати                 |
| Етап                         | Групи A–F | Групи G–L | Дати                 |
| ---------------------------- | --------- | --------- | -------------------- |
| Перший раунд (груповий етап) | Н/Д       | Тур 1     | 21–22 березня 2025   |
| Перший раунд (груповий етап) | Н/Д       | Тур 2     | 24–25 березня 2025   |
| Перший раунд (груповий етап) | Н/Д       | Тур 3     | 6–7 червня 2025      |
| Перший раунд (груповий етап) | Н/Д       | Тур 4     | 9–10 червня 2025     |
| Перший раунд (груповий етап) | Тур 1     | Тур 5     | 4–6 вересня 2025     |
| Перший раунд (груповий етап) | Тур 2     | Тур 6     | 7–9 вересня 2025     |
| Перший раунд (груповий етап) | Тур 3     | Тур 7     | 9–11 жовтня 2025     |
| Перший раунд (груповий етап) | Тур 4     | Тур 8     | 12–14 жовтня 2025    |
| Перший раунд (груповий етап) | Тур 5     | Тур 9     | 13–15 листопада 2025 |
| Перший раунд (груповий етап) | Тур 6     | Тур 10    | 16–18 листопада 2025 |
| Другий раунд (плей-оф)       | Півфінали | Півфінали | 26 березня 2026      |
| Другий раунд (плей-оф)       | Фінали    | Фінали    | 31 березня 2026      |

## Жеребкування
Жеребкування першого раунду (груповий етап) відбудеться в Цюриху 13 грудня 2024.
54 команди були поділені для жеребкування на 5 кошиків відповідно до рейтингу ФІФА від листопада 2024 після завершення групового етапу Ліги націй УЄФА 2024—2025. 
Кошики з 1 по 4 містять 12 команд, а кошик 5 — 6 команд. Команди будуть розподілені на 12 груп: 6 груп по 4 команди (групи A–F) та 6 груп по 5 команд (групи G–L).
Жеребкування починається з кошику 1 і закінчується кошиком 5. З кожного кошику витягається по одній команді, яка потрапляє до першої доступної групи в алфавітному порядку. Таким чином, до кожної групи з 5 команд потрапляють команди з усіх п'яти кошиків, а до груп з 4 команд — тільки з перших чотирьох кошиків.
Наступні обмеження були застосовані за допомогою комп'ютера:
- Ліга націй: 
  - Кошик 1: 4 команди-учасники Фіналу чотирьох Ліги націй УЄФА 2025 (переможці чвертьфіналів 1-4) потраплять до груп, що складаються з 4 команд (групи A–F).
  - Кошики 2–4: команди-учасники плей-оф підвищення/пониження Ліги націй з цих кошиків можуть потрапити до групи будь-якого розміру, але можуть приєднатися лише до груп із п’яти команд (групи G–L), які ще не містять чвертьфіналіста, який програв, чи учасника плей-оф. Усі інші команди з цих кошиків можуть бути включені до будь-якої групи.
- Заборонені зустрічі: З політичних причин матчі між наступними парами команд вважаються забороненими і вказані пари не можуть потрапити до однієї групи: Білорусь / Україна, Гібралтар / Іспанія, Косово / Боснія і Герцеговина, Косово / Сербія. (Вірменія / Азербайджан також є забороненою парою, але вони потрапили до одного кошику, тому не можуть потрапити до однієї групи)
- Сувора зима: До кожної групи може потрапити не більше 2-х команд, домашні матчі яких проходять у місцях, які мають високий або середній ризик суворих зимових умов: Естонія, Ісландія, Латвія, Литва, Норвегія, Фарерські острови, Фінляндія.
  - Два учасники «із суворою зимою» (Фарерські острови та Ісландія) взагалі не можуть приймати матчі у березні чи листопаді та через це не можуть потрапити до однієї групи; решта будуть проводити якомога меншу кількість домашніх матчів у березні та листопаді.
- Надмірна тривалість подорожей: До кожної групи може потрапити не більше однієї пари команд з надмірною тривалістю подорожі:
  - Азербайджан: до/з Ісландії, Гібралтару, Португалії.
  - Ісландія: до/з Вірменії, Кіпру.
  - Казахстан: до/з Англії, Андорри, Гібралтару, Ірландії, Ісландії, Іспанії, Мальти, Північної Ірландії, Португалії, Уельсу, Франції, Шотландії.

Кошики були оприлюднені 28 листопада 2024, на основі Рейтингу ФІФА, що вийшов того ж дня.
| 1/4 | Команда         | Рейт. |
| --- | --------------- | ----- |
| 1   | Іспанія[1/4]    | 3     |
| 1   | Нідерланди[1/4] | 7     |
| 2   | Франція[1/4]    | 2     |
| 2   | Хорватія[1/4]   | 13    |
| 3   | Португалія[1/4] | 6     |
| 3   | Данія[1/4]      | 21    |
| 4   | Італія[1/4]     | 9     |
| 4   | Німеччина[1/4]  | 10    |
| Н/Д | Англія          | 4     |
| Н/Д | Бельгія[ПО]     | 8     |
| Н/Д | Швейцарія       | 20    |
| Н/Д | Австрія[ПО]     | 22    |

| Команда        | Рейт. |
| -------------- | ----- |
| Україна[ПО]    | 25    |
| Швеція         | 27    |
| Туреччина[ПО]  | 28    |
| Уельс          | 29    |
| Угорщина[ПО]   | 30    |
| Сербія[ПО]     | 32    |
| Польща         | 35    |
| Румунія        | 38    |
| Греція[ПО]     | 39    |
| Словаччина[ПО] | 41    |
| Чехія          | 42    |
| Норвегія       | 43    |

| Команда              | Рейт. |
| -------------------- | ----- |
| Шотландія[ПО]        | 45    |
| Словенія[ПО]         | 55    |
| Ірландія[ПО]         | 60    |
| Албанія              | 65    |
| Північна Македонія   | 67    |
| Грузія[ПО]           | 68    |
| Фінляндія            | 69    |
| Ісландія[ПО]         | 70    |
| Північна Ірландія    | 71    |
| Чорногорія           | 73    |
| Боснія і Герцеговина | 74    |
| Ізраїль              | 76    |

| Команда           | Рейт. |
| ----------------- | ----- |
| Болгарія[ПО]      | 82    |
| Люксембург        | 92    |
| Білорусь          | 98    |
| Косово[ПО]        | 99    |
| Вірменія[ПО]      | 100   |
| Казахстан         | 110   |
| Азербайджан       | 117   |
| Естонія           | 123   |
| Кіпр              | 130   |
| Фарерські острови | 137   |
| Латвія            | 140   |
| Литва             | 142   |

| Команда     | Рейт. |
| ----------- | ----- |
| Молдова     | 151   |
| Мальта      | 169   |
| Андорра     | 171   |
| Гібралтар   | 197   |
| Ліхтенштейн | 204   |
| Сан-Марино  | 210   |

| Команда | Рейт. |
| ------- | ----- |
| Росія   | 34    |

Примітки
1. 1/4 Чвертьфіналіст Ліги націй автоматично посіяний у кошик 1 і недоступний для матчів у березні 2025 року
2. ПО Учасник плей-оф підвищення/пониження Ліги націй недоступний для матчів у березні 2025 року

## Перший раунд

### Група A
| Поз | Команда           | І | В | Н | П | ГЗ | ГП | РГ | О | Кваліфікація                         |        | Німеччина | Словаччина | Північна Ірландія | Люксембург |
| --- | ----------------- | - | - | - | - | -- | -- | -- | - | ------------------------------------ | ------ | --------- | ---------- | ----------------- | ---------- |
| 1   | Німеччина (X)     | 0 | 0 | 0 | 0 | 0  | 0  | 0  | 0 | Кваліфікація на чемпіонат світу 2026 |        | —         | 17 лис     | 7 вер             | 10 жов     |
| 2   | Словаччина        | 0 | 0 | 0 | 0 | 0  | 0  | 0  | 0 | Вихід до плей-оф                     |        | 4 вер     | —          | 14 лис            | 13 жов     |
| 3   | Північна Ірландія | 0 | 0 | 0 | 0 | 0  | 0  | 0  | 0 |                                      |        | 13 жов    | 10 жов     | —                 | 17 лис     |
| 4   | Люксембург        | 0 | 0 | 0 | 0 | 0  | 0  | 0  | 0 |                                      | 14 лис | 7 вер     | 4 вер      | —                 |            |

### Група B
| Поз | Команда   | І | В | Н | П | ГЗ | ГП | РГ | О | Кваліфікація                         |        | Швейцарія | Швеція | Словенія | Республіка Косово |
| --- | --------- | - | - | - | - | -- | -- | -- | - | ------------------------------------ | ------ | --------- | ------ | -------- | ----------------- |
| 1   | Швейцарія | 0 | 0 | 0 | 0 | 0  | 0  | 0  | 0 | Кваліфікація на чемпіонат світу 2026 |        | —         | 15 лис | 8 вер    | 5 вер             |
| 2   | Швеція    | 0 | 0 | 0 | 0 | 0  | 0  | 0  | 0 | Вихід до плей-оф                     |        | 10 жов    | —      | 18 лис   | 13 жов            |
| 3   | Словенія  | 0 | 0 | 0 | 0 | 0  | 0  | 0  | 0 |                                      |        | 13 жов    | 5 вер  | —        | 15 лис            |
| 4   | Косово    | 0 | 0 | 0 | 0 | 0  | 0  | 0  | 0 |                                      | 18 лис | 8 вер     | 10 жов | —        |                   |

### Група C
| Поз | Команда   | І | В | Н | П | ГЗ | ГП | РГ | О | Кваліфікація                         |       | Данія  | Греція | Шотландія | Білорусь |
| --- | --------- | - | - | - | - | -- | -- | -- | - | ------------------------------------ | ----- | ------ | ------ | --------- | -------- |
| 1   | Данія     | 0 | 0 | 0 | 0 | 0  | 0  | 0  | 0 | Кваліфікація на чемпіонат світу 2026 |       | —      | 12 жов | 5 вер     | 15 лис   |
| 2   | Греція    | 0 | 0 | 0 | 0 | 0  | 0  | 0  | 0 | Вихід до плей-оф                     |       | 8 вер  | —      | 15 лис    | 5 вер    |
| 3   | Шотландія | 0 | 0 | 0 | 0 | 0  | 0  | 0  | 0 |                                      |       | 18 лис | 9 жов  | —         | 12 жов   |
| 4   | Білорусь  | 0 | 0 | 0 | 0 | 0  | 0  | 0  | 0 |                                      | 9 жов | 18 лис | 8 вер  | —         |          |

### Група D
| Поз | Команда     | І | В | Н | П | ГЗ | ГП | РГ | О | Кваліфікація                         |        | Франція | Україна | Ісландія | Азербайджан |
| --- | ----------- | - | - | - | - | -- | -- | -- | - | ------------------------------------ | ------ | ------- | ------- | -------- | ----------- |
| 1   | Франція (X) | 0 | 0 | 0 | 0 | 0  | 0  | 0  | 0 | Кваліфікація на чемпіонат світу 2026 |        | —       | 13 лис  | 9 вер    | 10 жов      |
| 2   | Україна     | 0 | 0 | 0 | 0 | 0  | 0  | 0  | 0 | Вихід до плей-оф                     |        | 5 вер   | —       | 16 лис   | 13 жов      |
| 3   | Ісландія    | 0 | 0 | 0 | 0 | 0  | 0  | 0  | 0 |                                      |        | 13 жов  | 10 жов  | —        | 5 вер       |
| 4   | Азербайджан | 0 | 0 | 0 | 0 | 0  | 0  | 0  | 0 |                                      | 16 лис | 9 вер   | 13 лис  | —        |             |

### Група E
| Поз | Команда     | І | В | Н | П | ГЗ | ГП | РГ | О | Кваліфікація                         |       | Іспанія | Туреччина | Грузія | Болгарія |
| --- | ----------- | - | - | - | - | -- | -- | -- | - | ------------------------------------ | ----- | ------- | --------- | ------ | -------- |
| 1   | Іспанія (X) | 0 | 0 | 0 | 0 | 0  | 0  | 0  | 0 | Кваліфікація на чемпіонат світу 2026 |       | —       | 18 лис    | 11 жов | 14 жов   |
| 2   | Туреччина   | 0 | 0 | 0 | 0 | 0  | 0  | 0  | 0 | Вихід до плей-оф                     |       | 7 вер   | —         | 14 жов | 15 лис   |
| 3   | Грузія      | 0 | 0 | 0 | 0 | 0  | 0  | 0  | 0 |                                      |       | 15 лис  | 4 вер     | —      | 7 вер    |
| 4   | Болгарія    | 0 | 0 | 0 | 0 | 0  | 0  | 0  | 0 |                                      | 4 вер | 11 жов  | 18 лис    | —      |          |

### Група F
| Поз | Команда        | І | В | Н | П | ГЗ | ГП | РГ | О | Кваліфікація                         |       | Португалія | Угорщина | Республіка Ірландія | Вірменія |
| --- | -------------- | - | - | - | - | -- | -- | -- | - | ------------------------------------ | ----- | ---------- | -------- | ------------------- | -------- |
| 1   | Португалія (X) | 0 | 0 | 0 | 0 | 0  | 0  | 0  | 0 | Кваліфікація на чемпіонат світу 2026 |       | —          | 14 жов   | 11 жов              | 16 лис   |
| 2   | Угорщина       | 0 | 0 | 0 | 0 | 0  | 0  | 0  | 0 | Вихід до плей-оф                     |       | 9 вер      | —        | 16 лис              | 11 жов   |
| 3   | Ірландія       | 0 | 0 | 0 | 0 | 0  | 0  | 0  | 0 |                                      |       | 13 лис     | 6 вер    | —                   | 14 жов   |
| 4   | Вірменія       | 0 | 0 | 0 | 0 | 0  | 0  | 0  | 0 |                                      | 6 вер | 13 лис     | 9 вер    | —                   |          |

### Група G
| Поз | Команда    | І | В | Н | П | ГЗ | ГП | РГ | О | Кваліфікація                         |        | Польща | Фінляндія | Литва | Нідерланди | Мальта |
| --- | ---------- | - | - | - | - | -- | -- | -- | - | ------------------------------------ | ------ | ------ | --------- | ----- | ---------- | ------ |
| 1   | Польща     | 2 | 2 | 0 | 0 | 3  | 0  | +3 | 6 | Кваліфікація на чемпіонат світу 2026 |        | —      | 7 вер     | 1–0   | 14 лис     | 2–0    |
| 2   | Фінляндія  | 2 | 1 | 1 | 0 | 3  | 2  | +1 | 4 | Вихід до плей-оф                     |        | 10 чер | —         | 9 жов | 7 чер      | 14 лис |
| 3   | Литва      | 2 | 0 | 1 | 1 | 2  | 3  | −1 | 1 |                                      |        | 12 жов | 2–2       | —     | 7 вер      | 4 вер  |
| 4   | Нідерланди | 0 | 0 | 0 | 0 | 0  | 0  | 0  | 0 |                                      | 4 вер  | 12 жов | 17 лис    | —     | 10 чер     |        |
| 5   | Мальта     | 2 | 0 | 0 | 2 | 0  | 3  | −3 | 0 |                                      | 17 лис | 0–1    | 7 чер     | 9 жов | —          |        |

### Група H
| Поз | Команда              | І | В | Н | П | ГЗ | ГП | РГ | О | Кваліфікація                         |        | Боснія і Герцеговина | Румунія | Кіпр   | Австрія | Сан-Марино |
| --- | -------------------- | - | - | - | - | -- | -- | -- | - | ------------------------------------ | ------ | -------------------- | ------- | ------ | ------- | ---------- |
| 1   | Боснія і Герцеговина | 2 | 2 | 0 | 0 | 3  | 1  | +2 | 6 | Кваліфікація на чемпіонат світу 2026 |        | —                    | 15 лис  | 2–1    | 9 вер   | 7 чер      |
| 2   | Румунія              | 2 | 1 | 0 | 1 | 5  | 2  | +3 | 3 | Вихід до плей-оф                     |        | 0–1                  | —       | 10 чер | 12 жов  | 18 лис     |
| 3   | Кіпр                 | 2 | 1 | 0 | 1 | 3  | 2  | +1 | 3 |                                      |        | 9 жов                | 9 вер   | —      | 15 лис  | 2–0        |
| 4   | Австрія              | 0 | 0 | 0 | 0 | 0  | 0  | 0  | 0 |                                      | 18 лис | 7 чер                | 6 вер   | —      | 9 жов   |            |
| 5   | Сан-Марино           | 2 | 0 | 0 | 2 | 1  | 7  | −6 | 0 |                                      | 6 вер  | 1–5                  | 12 жов  | 10 чер | —       |            |

### Група I
| Поз | Команда  | І | В | Н | П | ГЗ | ГП | РГ | О | Кваліфікація                         |        | Норвегія | Естонія | Ізраїль | Італія | Молдова |
| --- | -------- | - | - | - | - | -- | -- | -- | - | ------------------------------------ | ------ | -------- | ------- | ------- | ------ | ------- |
| 1   | Норвегія | 2 | 2 | 0 | 0 | 9  | 2  | +7 | 6 | Кваліфікація на чемпіонат світу 2026 |        | —        | 13 лис  | 11 жов  | 6 чер  | 8 вер   |
| 2   | Естонія  | 2 | 1 | 0 | 1 | 4  | 4  | 0  | 3 | Вихід до плей-оф                     |        | 9 чер    | —       | 6 чер   | 11 жов | 14 жов  |
| 3   | Ізраїль  | 2 | 1 | 0 | 1 | 4  | 5  | −1 | 3 |                                      |        | 2–4      | 2–1     | —       | 8 вер  | 16 лис  |
| 4   | Італія   | 0 | 0 | 0 | 0 | 0  | 0  | 0  | 0 |                                      | 16 лис | 5 вер    | 14 жов  | —       | 9 чер  |         |
| 5   | Молдова  | 2 | 0 | 0 | 2 | 2  | 8  | −6 | 0 |                                      | 0–5    | 2–3      | 5 вер   | 13 лис  | —      |         |

### Група J
| Поз | Команда            | І | В | Н | П | ГЗ | ГП | РГ | О | Кваліфікація                         |        | Північна Македонія | Уельс | Казахстан | Бельгія | Ліхтенштейн |
| --- | ------------------ | - | - | - | - | -- | -- | -- | - | ------------------------------------ | ------ | ------------------ | ----- | --------- | ------- | ----------- |
| 1   | Північна Македонія | 2 | 1 | 1 | 0 | 4  | 1  | +3 | 4 | Кваліфікація на чемпіонат світу 2026 |        | —                  | 1–1   | 13 жов    | 6 чер   | 7 вер       |
| 2   | Уельс              | 2 | 1 | 1 | 0 | 4  | 2  | +2 | 4 | Вихід до плей-оф                     |        | 18 лис             | —     | 3–1       | 13 жов  | 6 чер       |
| 3   | Казахстан          | 2 | 1 | 0 | 1 | 3  | 3  | 0  | 3 |                                      |        | 9 чер              | 4 вер | —         | 15 лис  | 10 жов      |
| 4   | Бельгія            | 0 | 0 | 0 | 0 | 0  | 0  | 0  | 0 |                                      | 10 жов | 9 чер              | 7 вер | —         | 18 лис  |             |
| 5   | Ліхтенштейн        | 2 | 0 | 0 | 2 | 0  | 5  | −5 | 0 |                                      | 0–3    | 15 лис             | 0–2   | 4 вер     | —       |             |

### Група K
| Поз | Команда | І | В | Н | П | ГЗ | ГП | РГ | О | Кваліфікація                         |       | Англія | Албанія | Латвія | Сербія | Андорра |
| --- | ------- | - | - | - | - | -- | -- | -- | - | ------------------------------------ | ----- | ------ | ------- | ------ | ------ | ------- |
| 1   | Англія  | 2 | 2 | 0 | 0 | 5  | 0  | +5 | 6 | Кваліфікація на чемпіонат світу 2026 |       | —      | 2–0     | 3–0    | 13 лис | 6 вер   |
| 2   | Албанія | 2 | 1 | 0 | 1 | 3  | 2  | +1 | 3 | Вихід до плей-оф                     |       | 16 лис | —       | 9 вер  | 7 чер  | 3–0     |
| 3   | Латвія  | 2 | 1 | 0 | 1 | 1  | 3  | −2 | 3 |                                      |       | 14 жов | 10 чер  | —      | 6 вер  | 11 жов  |
| 4   | Сербія  | 0 | 0 | 0 | 0 | 0  | 0  | 0  | 0 |                                      | 9 вер | 11 жов | 16 лис  | —      | 10 чер |         |
| 5   | Андорра | 2 | 0 | 0 | 2 | 0  | 4  | −4 | 0 |                                      | 7 чер | 13 лис | 0–1     | 14 жов | —      |         |

### Група L
| Поз | Команда           | І | В | Н | П | ГЗ | ГП | РГ | О | Кваліфікація                         |        | Чехія  | Чорногорія | Хорватія | Фарерські острови | Гібралтар |
| --- | ----------------- | - | - | - | - | -- | -- | -- | - | ------------------------------------ | ------ | ------ | ---------- | -------- | ----------------- | --------- |
| 1   | Чехія             | 2 | 2 | 0 | 0 | 6  | 1  | +5 | 6 | Кваліфікація на чемпіонат світу 2026 |        | —      | 6 чер      | 9 жов    | 2–1               | 17 лис    |
| 2   | Чорногорія        | 2 | 2 | 0 | 0 | 4  | 1  | +3 | 6 | Вихід до плей-оф                     |        | 5 вер  | —          | 17 лис   | 1–0               | 3–1       |
| 3   | Хорватія          | 0 | 0 | 0 | 0 | 0  | 0  | 0  | 0 |                                      |        | 9 чер  | 8 вер      | —        | 14 лис            | 12 жов    |
| 4   | Фарерські острови | 2 | 0 | 0 | 2 | 1  | 3  | −2 | 0 |                                      | 12 жов | 9 жов  | 5 вер      | —        | 9 чер             |           |
| 5   | Гібралтар         | 2 | 0 | 0 | 2 | 1  | 7  | −6 | 0 |                                      | 0–4    | 14 лис | 6 чер      | 8 вер    | —                 |           |